# غوفر أشعر الساق
غوفر أشعر الساق (الاسم العلمي: Zygogeomys trichopus) هو نوع من الحيوانات يتبع جنس غوفر فداني من فصيلة الغوفرية.